# Rapa
Rapa (niem. Angerapp, 1938–1945 Kleinangerapp) – niewielka mazurska wieś w Polsce położona w województwie warmińsko-mazurskim, w powiecie gołdapskim, w gminie Banie Mazurskie. Leży 1,5 kilometra od granicy z Rosją (obwód królewiecki).
W latach 1975–1998 miejscowość należała administracyjnie do województwa suwalskiego.
Wieś liczy około 140 mieszkańców. Znana przede wszystkim z piramidy – grobowca niemieckiego arystokraty z 1811 roku.